# Michał Radwan
Michał Radwan, także Michał Radwański (ur. 11 sierpnia 1784 w Warszawie, zm. 26 marca 1853 tamże) – polski szlachcic, komisarz wojenny, naczelnik powiatu łęczyckiego.

## Życiorys
Radwan był uczestnikiem wojen napoleońskich. W armii Królestwa Polskiego podczas powstania listopadowego był komisarzem w Komisariacie Ubiorczym Komisji Rządowej Wojny. Został wówczas odkomenderowany do fabryki sukienniczej w Zgierzu. Następnie w latach 1835–1846 był komisarzem powiatu łęczyckiego – w ramach pełnionej funkcji prowadził m.in. śledztwo przeciwko ks. Ojrzanowskiemu w sprawie odezwy Zemsty Ludu znalezionej w łódzkim kościele. W 1837 uzyskał prawo nowego szlachectwa w Królestwie Polskim, w związku z posiadaniem Orderu św. Stanisława. Od 1840 był naczelnikiem powiatu łęczyckiego. Podczas pełnienia przez niego niniejszej funkcji w 1841 Łódź uzyskała prawa miasta gubernialnego, za jego wstawiennictwem zaś rozpoczęto w Łodzi budowę szkoły realnej z polskim językiem wykładowym.
Był synem Jana Radwana i Heleny z domu Muszyńskiej. Jego żoną była Anna z domu Józefowicz, z którą miał pięciu synów. Został pochowany na cmentarzu Powązkowskim w katakumbach (rząd 181, miejsce 7).

## Odznaczenia
- Order św. Stanisława IV klasy[3]
- Krzyż Złoty[4]

## Upamiętnienie
w 1863 r. zachodnią część ul. Brzeźnej w Łodzi przemianowano na ul. Radwańską, celem upamiętnienia Michała Radwana. W latach 1947–1990 patronem ulicy był gen. Karol Świerczewski. Od 1990 powrócono do nazwy ulica Radwańska.